# Psycho Squirrel
Psycho Squirrel — дебютный студийный альбом российской группы Cheese People, самостоятельно выпущенный музыкантами в 2006 году в городе Самара.

## Об альбоме
В альбом Psycho Squirrel вошли практически все композиции, сочиненные Cheese People к осени 2006 года. В то время в роли вокалистов Cheese People выступали и Антон Залыгин и Ольга Чубарова. Весь альбом был записан в Самаре в домашних студиях Антона Залыгина и Юрия «Шиповника» Момсина (123 Records), сведение и мастеринг выполнялись там же. Альбом записан в стиле, свойственном записям Ману Чао: некоторые из песен имеют одинаковый текст с изменённой музыкой, другие же наоборот — используют одно и то же музыкальное сопровождения, меняя мотив и слова песни.

## Список композиций
| №                   | Название             | Длительность |
| ------------------- | -------------------- | ------------ |
| 1.                  | «Full DiRectioNN»    | 1:07         |
| 2.                  | «Uaaaa... A!»        | 3:40         |
| 3.                  | «Boombaster»         | 2:16         |
| 4.                  | «Catch U»            | 3:58         |
| 5.                  | «Down & Down»        | 2:37         |
| 6.                  | «Stroitel»           | 3:20         |
| 7.                  | «Moon»               | 3:28         |
| 8.                  | «Please»             | 1:06         |
| 9.                  | «Eats Your Popcorn»  | 3:52         |
| 10.                 | «hey common»         | 1:20         |
| 11.                 | «O-djaz»             | 0:27         |
| 12.                 | «Tibet+6++»          | 2:49         |
| 13.                 | «Uaaaa... A! (Life)» | 2:27         |
| 14.                 | «O.M.E.»             | 2:12         |
| 15.                 | «O.K.»               | 2:15         |
| 16.                 | «open my eyes»       | 2:51         |
| 17.                 | «ABC»                | 5:48         |
| Общая длительность: | Общая длительность:  | 45:33        |

## Участники записи
- Ольга Чубарова — вокал, тексты
- Антон Залыгин — гитара, электроника, музыка, программирование, продакшн
- Юрий «Шиповник» Момсин — программирование, продакшн